# بارهنگ شور بلوچستانی
بارهنگ شور بلوچستانی،  (نام علمی: psylliostachys beludshistanica) نام گونه از سرده بارهنگ شور است.